# Diseño de transformadores

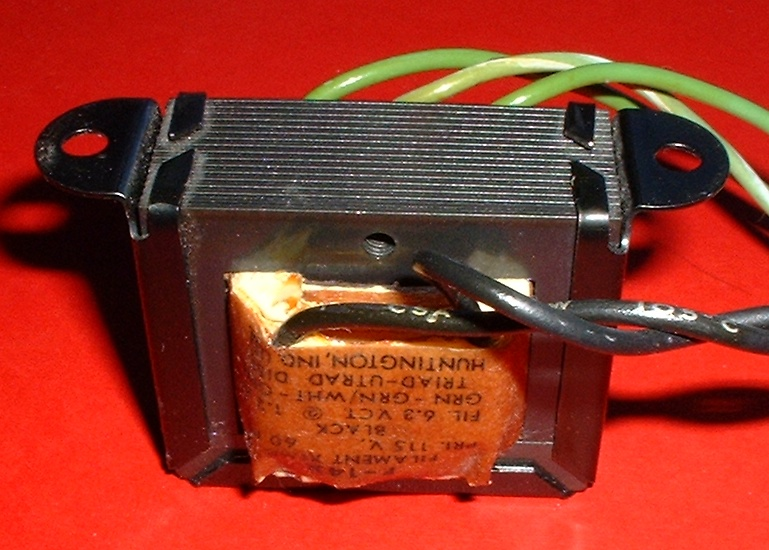
Un pequeño transformador.

Advertencia los siguientes cálculos no sirven para calcular transformadores para fuentes conmutadas.
En ingeniería electrónica, se entiende por diseño de transformadores al cálculo, proyección y confección de los transformadores. Estas máquinas eléctricas, indispensables para el uso de la electricidad residencial como también para las subestaciones, son capaces de elevar o disminuir los niveles de tensión e intensidad de la corriente eléctrica, para que haga funcionar un determinado elemento o factor.

## Relación de transformación
Existe una relación directa entre el voltaje del bobinado primario y secundario de un transformador, este depende siempre del número de vueltas de alambre que tengan las dos o más bobinas del transformador.
En donde "a" es la relación de transformación, es igual al número de vueltas del primario sobre el número de vueltas del secundario.
De forma general:
Un ejemplo: si un transformador posee un bobinado primario de 440 y un secundario de 880 vueltas la relación de transformación será:
En el caso de que el primario fuese de 110V, al multiplicar queda:
El voltaje del secundario es 220V, este sería un transformador elevador, ya que el voltaje secundario es mayor que el primario.

## Leyes básicas de transformación
Los voltajes de las bobinas son directamente proporcionales al número de vueltas de la bobina:
Los voltajes son inversamente proporcionales a las intensidades de las corrientes eléctricas:
Las intensidades de las corrientes son inversamente proporcionales al número de vueltas de alambre:

## Cálculo de la tensión por medio del área del núcleo
En el caso de que se consiga un núcleo para construir un transformador (ya sea de uno en desuso, quemado o chapas recicladas), es posible calcular las vueltas de las bobinas del transformador, mediante el producto del ancho de las chapas del transformador por el largo del núcleo.
Para el caso de tener un núcleo de 3,5 cm de largo por 3,3 cm de ancho, primero se deben multiplicar ambas medidas:
Dividimos la constante 42 por el valor obtenido de la siguiente forma:
Entonces, cada 3,6 vueltas de alambre de cobre en la bobina se obtendrá un voltio. Si el transformador es de 220V en el primario, se deberá multiplicar: 3,6*220 = 792, este último resultado son las espiras de alambre del bobinado primario. Esto es indiferente para el secundario.

## Cálculo de la potencia mediante el área del núcleo

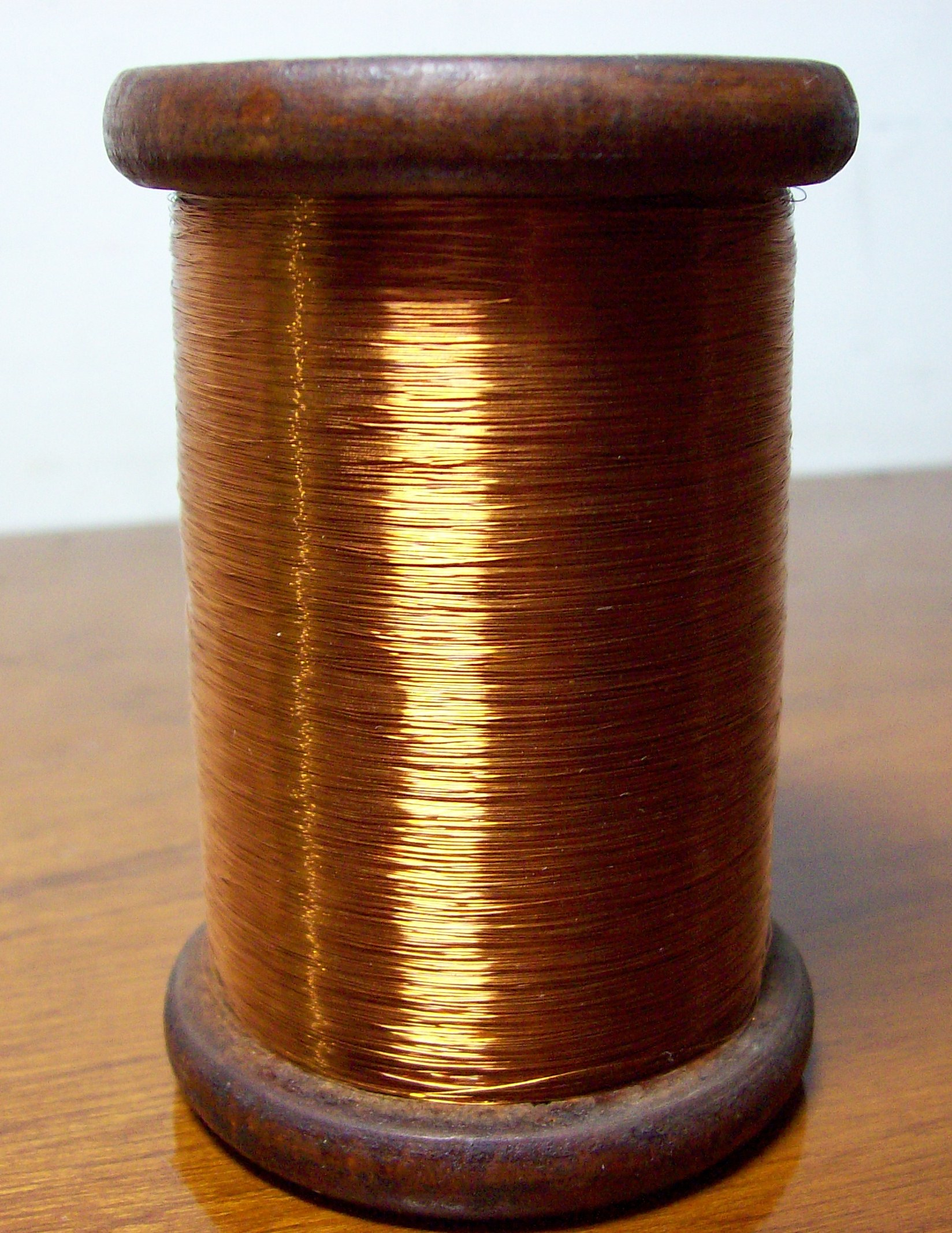
El alambre de cobre es indispensable para la construcción de un transformador.

Para informarnos cuantos cm2 posee el núcleo de un determinado transformador, debemos hacer la siguiente ecuación:
En donde An es el área del núcleo y Pbs la potencia del bobinado secundario, resultando que: el área del núcleo es igual a la raíz cuadrada de la potencia del transformador (o del bobinado secundario). Ejemplo, si tenemos un transformador cuyo bobina secundaria es de 25V y 5A, su potencia será 125W, ya que el producto de la intensidad y el voltaje da como resultado la potencia.
El resultado es el área que tendrá que tener el transformador, se recomienda siempre emplear un núcleo un poco más grande de lo obtenido en los cálculos.
En el caso de que tengamos un núcleo de transformador y que tengamos que averiguar su potencia, debemos invertir el proceso; multiplicar los lados del núcleo y elevarlo al cuadrado, así obtendremos en W la máxima potencia:

## Cálculo de la intensidad mediante la potencia
Teniendo 125W de potencia, podemos saber fácilmente mediante la ley de Ohm, se deben realizar dos fórmulas para averiguar ambas intensidades, reemplazando en la fórmula las dos tensiones:
Despejamos para el primario:
Para el secundario:
Una vez que hayamos averiguado el amperaje de cada bobinado, lo que debemos hacer es buscar aquellas cifras obtenidas en la tabla que muestra la tolerancia de intensidad que posee cada calibre de alambre AWG. Para el bobinado primario basta con usar alambre calibre 25 (0,45 mm), para el secundario un calibre 17 (1,15 mm).

## Pruebas de transformadores
Cuando las bobinas están construidas, se procede a medir el transformador con un multímetro, cuyo selector deberá estar posicionado en el óhmetro. Se deben medir el bobinado primario y secundario -cada uno por separado- deben tener total continuidad. Paso siguiente, se verifica midiendo si existe alguna perdida entre el bobinado primario y secundario, también se puede corroborar si hay perdidas en el núcleo, poniendo uno de los bornes del multímetro en el núcleo de hierro, y el otro en cualquier terminal del bobinado para comprobar que no haya fugas.
Existe una forma clásica y sencilla para probar transformadores. Se procede a construir un circuito en serie entre el bobinado primario de 220V/110V y una lámpara incandescente, el conjunto se conecta a la red pública, si el transformador no tiene perdidas y se encuentra en óptimas condiciones (a menos que el bobinado este cortado), el bombillo no deberá prenderse. Para corroborar el buen estado del bobinado secundario, uniendo sus terminales el bombillo se debería encender.